# タスクフォースハリアー
『タスクフォースハリアー』（Task Force Harrier）は、NMKが開発し、UPLより1989年に稼動されたアーケードゲーム。
本作は空中ショットと地上ショットを使い分ける、『ゼビウス』タイプのオーソドックスな縦スクロールシューティングである。高難易度シューティングの多いNMKタイトルの中では、比較的遊びやすい難易度調整になっている。ちなみにインストカードでは『タクスフォースハリヤー』と誤表記されている。海外ではサミーがライセンスを得て稼働していた。1991年にトレコによりメガドライブ向けに『タスクフォースハリアーEX』という名称でアレンジ移植されている。また2021年にアーケードアーカイブスの1作品として、Nintendo SwitchとPlayStation 4にアーケード版が移植されている。

## ゲーム内容
8方向レバー＋2ボタン（対空武器、対地武器）で自機のハリアーVを操作する。対空武器と対地武器はそれぞれ空中の敵と地上の敵を攻撃するのに対応しており、アイテムキャリアである輸送機、トラック、ヘリコプターを撃破すると現れるアイテムを取ることで攻撃を強化出来る。
輸送機からは自機の左右に配置される小型機（サイドファイター）からの攻撃をパワーアップするアイテムが出る。トラックからは対地武器の攻撃をパワーアップするアイテムが出る。ヘリコプターからはノーマルショットをパワーアップ出来るアイテムが出る。
ステージは前半に対空と対地を使い分ける空中戦と、後半に使い分けずに攻撃可能な地上戦（爆撃モード）に分かれてる。なお地上戦ではサイドファイターはいなくなる。また地上戦で倒した敵の数に応じて、クリア後にボーナススコアが加算される。全6ステージでクリア後はループする。

### アイテム
ヘリコプターからのアイテム
- ノーマルショット（Sup）　- 威力と範囲が広がる。最大7段階までパワーアップ。

輸送機からのアイテム
- 高速ミサイル（コルセア）　- 前方にミサイルを放つ。
- 誘導ミサイル（ミラージュ）　- 最大6方向への誘導弾を放つ。
- バルカン（ガンシップ）　- 広範囲に弾をばら撒く。

トラックからのアイテム
- ノーマル弾　- 射程が短く攻撃力が高い。
- ディスペンサー　- 射程が長いが攻撃力が低い。
- ボム　- 射程は短いが攻撃範囲が広い。

### ステージ構成
STAGE 1
山岳地帯
ターゲット　T-94/145TANK
STAGE 2
雪原
ターゲット　T-X FLAMETANK
STAGE 3
氷海 - 港湾
ターゲット　POINT 6-18 NAVAL PORT
STAGE 4
市街地
ターゲット　FST-1
STAGE 5
砂漠
ターゲット　FUEL ESTABLISHMENT
STAGE 6
港湾 - 基地
ターゲット　TU-190 FLYING MURDER

## 移植版
| No. | タイトル                 | 発売日         | 対応機種        | 開発元     | 発売元     | メディア                                | 型式    | 売上本数 | 備考               |
| --- | ------------------------ | -------------- | --------------- | ---------- | ---------- | --------------------------------------- | ------- | -------- | ------------------ |
| 1   | タスクフォースハリアーEX | 1991年12月20日 | メガドライブ    | ジョルダン | トレコ     | 8メガビットロムカセット                 | T-24053 | -        |                    |
| 2   | タスクフォースハリアー   | 2021年5月20日  | Nintendo Switch | NMK        | ハムスター | ダウンロード （アーケードアーカイブス） | -       | -        | アーケード版の移植 |
| 3   | タスクフォースハリアー   | 2021年5月27日  | PlayStation 4   | NMK        | ハムスター | ダウンロード （アーケードアーカイブス） | -       | -        | アーケード版の移植 |

タスクフォースハリアーEX
ジョルダンにより移植、トレコから発売された。アーケードに忠実なものではなく以下のいくつかのアレンジ移植がなされている。BGMは佐藤天平が手掛けている。
- 1人プレイのみ。
- ステージ開始時や、ステージクリア後、ゲームクリア後にスコアによって変わるイベントシーンが挿入されている。
- サイドファイターのフォーメーションを変えられる。
- 12面（空中戦と地上戦は別ステージ扱い）＋ラスボス戦の全13面でクリア後ループなしになっている。
- 特定のコマンドを入力することで、無敵やステージセレクト、スローになるデバッグモードが使える。